# Castilla la Nueva
Castilla la Nueva è un comune della Colombia facente parte del dipartimento di Meta.
Il centro abitato venne fondato da Arthur Hampehl, Vicente Moreno, Vicente Andrade, Timoleón Traslaviña e Francisco Sánchez nel 1925, mentre l'istituzione del comune è del 7 agosto 1961.